# Selma, Alabama
Selma là một thành phố thuộc quận Dallas, tiểu bang Alabama, Hoa Kỳ. Dân số năm 2009 là 18278 người, mật độ đạt 511 người/km².